# 菟道貝蛸皇女
菟道貝蛸皇女（うじのかいたこのひめみこ），飛鳥時代皇族，父敏達天皇、母推古天皇。聖德太子之妃，但一般認為在婚後不久，菟道貝蛸皇女即去世。
同母弟為竹田皇子、尾張皇子（聖德太子另一妃子－橘大郎女之父），同母妹為小墾田皇女（押坂彥人大兄皇子之妃）、田眼皇女（舒明天皇之妃）。